# ジョージ・グールディング
ジョージ・グールディング（George Henry Goulding, 1884年11月19日 - 1966年1月31日）は、カナダの陸上競技選手。1912年ストックホルムオリンピックの金メダリストである。

## 経歴
グールディングは、1908年ロンドンオリンピックでは3つの種目に出場。3500m競歩では4位となり、惜しくもメダルに手が届かなかった。そして、10マイル競歩は予選で途中棄権。また、マラソンにも出場。55人が出場し完走27人と過酷なレースとなった中、22位でゴールしている。
グールディングは、1912年のストックホルムオリンピックにも出場を果たす。4年前に行われた競歩競技は種目が改められ10km競歩のみとなったが、グールディングは、46分28秒4で、2位のイギリスのアーネスト・ウェブに22秒差をつけ、金メダルを獲得した。